# Бабарикіно
Бабари́кіно (рос. Бабарыкино) — село у складі Шегарського району Томської області, Росія. Входить до складу Баткатського сільського поселення.

## Населення
Населення — 527 осіб (2010; 669 у 2002).
Національний склад (станом на 2002 рік):
- росіяни — 90 %